# Maqsam
Maqsam (persiska: مقسم, سر مقسم) är en ort i Iran.   Den ligger i provinsen Hormozgan, i den sydöstra delen av landet, 1 000 km sydost om huvudstaden Teheran. Maqsam ligger 82 meter över havet och antalet invånare är 110.
Terrängen runt Maqsam är platt åt sydväst, men åt nordost är den kuperad. Terrängen runt Maqsam sluttar söderut.Runt Maqsam är det ganska glesbefolkat, med 50 invånare per kvadratkilometer. Närmaste större samhälle är Zīārat, 4,4 km sydost om Maqsam. Trakten runt Maqsam är ofruktbar med lite eller ingen växtlighet.